# Пурцеладзе, Антон Николаевич
Антон Николаевич Пурцеладзе (груз. ანტონ ნიკოლოზის ძე ფურცელაძე; 6 декабря 1839, деревня Мерети, Горийский уезд, Тифлисская губерния — 3 ноября 1913, деревня Арбо, того же уезда и губернии) — грузинский писатель, публицист, беллетрист, критик, социолог, историк, поэт, драматург и экономист, оставивший заметный след в грузинской литературе XIX века.

## Биография
Пурцеладзе родился на территории Горийского муниципалитета в семье мелкого азнаури.
Учился в Орле, куда был отправлен в возрасте 10 лет. В 1852 году сломал ногу, оставшись хромым на всю жизнь. Из-за травмы он был вынужден отправиться в Грузию, где несколько лет жил в деревне.
В 1858 году Пурцеладзе становится писарем в Тифлисе, три года спустя — учителем гимназии. Стал сотрудничать в журнале «Цискари», активным сотрудником которого был в течение десяти лет. 1863 годом датируется его критическая статья о «Сурамской крепости» Д. Чонкадзе.

## Творчество
В творчестве Пурцеладзе заметно следование принципам Белинского и Чернышевского, в художественной прозе Пурцеладзе тяготел к социальным проблемам. В рассказе «Марта» и романе «Маци Хвития» Пурцеладзе описал тяжёлое положение грузинских крестьян. В рассказе «Китеса» Пурцеладзе рассказывает о трудолюбивых крестьянах Китесе Нацаркверадзе и его жене Маринэ, которых грабит владелец земли и государственные чиновники.
В повести «Приключения троих» прослеживается влияние романа Чернышевского «Что делать?». По мнению грузинских учёных Симон Бадладзе является двойником героев романа Чернышевского — Рахметова и Кирсанова.

## Экранизации
- Он убивать не хотел

## Память
Именем Пурцеладзе названа улица в Тбилиси (бывшая — Баронская).